# Jean-Rodolphe Perronet

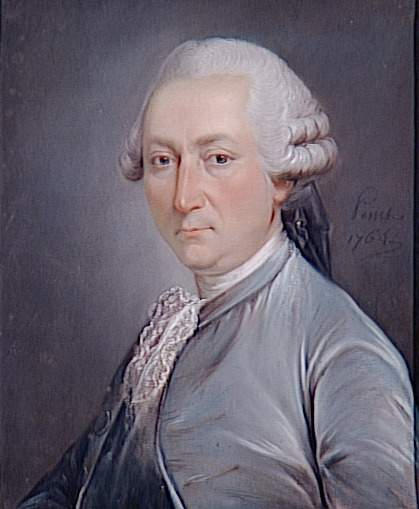
Jean-Rodolphe Perronet

Jean-Rodolphe Perronet, född den 27 oktober 1708 i Suresnes, död den 27 februari 1794 i Paris, var en fransk arkitekt och ingenjör. 
Perronet är mest känd för att ha konstruerat Pont de la Concorde i Paris. Han var ledamot av Franska akademien. På hans initiativ grundades år 1747 École nationale des ponts et chaussées i Paris.